# 菅叶和のカンがえるな、カンじろ!〜Don't Think. Feel〜
『菅叶和のカンがえるな、カンじろ！〜Don't Think. Feel〜』（かんかんなのかんがえるなかんじろ ドントシンクフィール）は、2023年7月25日からニコニコチャンネル＋で配信されているインターネット番組。略称は「カンじろ」。

## 概要
声優・菅叶和初の冠番組。「菅叶和が考えるよりも感じるままにまずは挑戦する！視聴者の皆さんも頭を使って考えるよりも感じるままに楽しんでもらう！」をコンセプトに掲げ様々な企画に挑戦するバラエティ番組。
本編放送後、有料会員向けにおまけ放送が後日公開されている。

## 主なコーナー

### 本編
カンカンへのお便り
番組への感想、菅への質問などを募集しているコーナー。
キャラクター制作カン
単語が入っているBOXから2つの単語を引き、それらを組み合わせて新たなキャラクターを創作するお絵かき企画。

### おまけ
弾き語り
菅がギターを用いての弾き語りを披露するコーナー。

## ゲスト
- 第５回 - 梅澤めぐ